# Pinocchio (serie animata)
Pinocchio (ピノキオより ピコリーノの冒険?, Pinokio yori pikorīno no bōken, lett. "Da Pinocchio, Le avventure di Piccolino") è un cartone animato tedesco-giapponese prodotto da Nippon Animation e Apollo Films, tratto dal romanzo Le avventure di Pinocchio. Storia di un burattino di Carlo Collodi.
Nel 1972 la Tatsunoko aveva già prodotto una serie animata ispirata al romanzo di Collodi, conosciuta in Italia con il titolo Le nuove avventure di Pinocchio. Le due serie si differenziano nettamente per l'ambientazione: leggera quella della Nippon Animation, cupa e paurosa quella della Tatsunoko.
L'edizione tedesca della serie, esportata in Italia e nel resto del mondo, presenta numerose modifiche, oltre che nella colonna sonora (composta da Karel Svoboda in sostituzione di Yasushi Nakamura), anche nella realizzazione e nel montaggio di alcuni episodi.

## Trama
Toscana, XIX secolo. Il vecchio falegname Geppetto vive in solitudine con la gatta Giulietta e il picchio Rocco. Un giorno, il vecchio decide di costruirsi una marionetta. La marionetta, che Geppetto chiama Pinocchio, si rivela prodigiosamente in grado di parlare e muoversi da sola, proprio come un vero bambino. Purtroppo, malgrado le aspettative del falegname, Pinocchio è tutt'altro che un figlio modello: è monello e bugiardo, e nonostante i buoni consigli della sua amica, la paperella Gina, si caccia costantemente nei guai. Il primo giorno di scuola decide di bigiare e di andare allo spettacolo delle marionette del burattinaio Mangiafuoco, cui viene venduto da due malandrini, il Gatto Randagio e la Volpe Rognosa.
Dopo settimane di assenza da casa Pinocchio riesce a convincere Mangiafuoco a lasciarlo tornare dal suo babbo, e l'omone, in realtà di buon cuore, gli fa dono di cinque zecchini d'oro da portare al vecchio Geppetto.
Ancora una volta Pinocchio si lascia abbindolare dalla Volpe e dal Gatto, che lo convincono a seppellire i suoi zecchini in un fantomatico "Campo dei miracoli" dove crescono alberi da soldi. Mentre attraversa la foresta per raggiungere il campo, insieme a Gina, Pinocchio giunge alla casa della Fatina dai capelli turchini, che cerca di dissuaderlo dal suo proposito di seguire la Volpe e il Gatto. Ma il testardo Pinocchio, incurante degli ammonimenti, si rimette in cammino, quando viene aggredito da due briganti (in realtà, la Volpe e il Gatto travestiti) che, non riuscendo a farsi dare gli zecchini d'oro, lo impiccano a un ramo di una grande quercia. Il burattino viene aiutato dalla buona Fatina, che decide di ospitarlo nella sua casetta e di farlo tornare da Geppetto, solo quando avrà imparato a comportarsi come si deve. Ma Pinocchio, ben lungi dall'ascoltare la saggia Fatina, segue il Gatto e la Volpe al Campo dei miracoli e qui, con l'inganno, viene derubato dei suoi soldi. La Fatina riaccoglie il birbante nella sua casa, ma quest'ultimo si lascia nuovamente imbrogliare dalla Volpe e dal Gatto, che lo spingono a intrufolarsi di nascosto nel vigneto di un contadino per derubarlo di qualche grappolo d'uva. Il burattino viene scoperto e costretto dal contadino a fare da cane da guardia, insieme al cane Melampo. Una volta catturate alcune donnole, che stavano rubando le galline del contadino, quest'ultimo, colpito dalla buona volontà di Pinocchio, lo lascia libero. Pinocchio decide di tornare dalla Fata, ma per strada incontra la Volpe e il Gatto che gli intimano di raggiungere Geppetto, che pare sia gravemente malato. Una volta giunto alla casa del babbo, Pinocchio non trova nessuno e scopre che Geppetto è partito alla sua ricerca.
Tornato dalla Fatina trova una brutta sorpresa: al posto della casina vi è una lapide. Pinocchio piange disperato la scomparsa della Fatina, ma non si perde d'animo e, insieme a Gina, parte a cavallo di una colomba (in realtà, la Fatina buona) alla ricerca di Geppetto.
Dopo mille peripezie, in cui molte volte è incappato nel Gatto e nella Volpe, il burattino ritrova l'amato genitore nel ventre di una balena e insieme fuggono verso casa, dove il caro Pinocchio, ormai bravo e coscienzioso, diventa un bambino vero.

## Personaggi
- Pinocchio: protagonista della serie: una marionetta di legno vivente combinaguai, con un naso lungo che si allunga di più ad ogni bugia da lui detta. Di carattere innocente, credulone, ma inizialmente menefreghista e cocciuto. Durante la serie impara ad ascoltare di più la brava gente e a fidarsi di meno di quella malvagia. Alla fine della storia Pinocchio desidera di non essere una marionetta, diventando un essere umano la notte che formula questo pensiero.
- Gina: la co-protagonista della serie. Un pulcino di anatra, lo stesso che nel libro esce fuori dall'uovo che Pinocchio voleva mangiarsi. Differentemente dal libro, rimane al fianco di Pinocchio, ricoprendo per certi versi il ruolo del Grillo Parlante, dando a Pinocchio consigli su come non finire nei guai, venendo costantemente ignorata dalla marionetta.
- Volpe Rognosa e Gatto Randagio: antagonisti principali della serie: sono un duo di truffatori che si fingono invalidi mendicanti (rispettivamente zoppi e ciechi), per poi imbrogliare la gente. Mentre nel libro i due compaiono in quattro scene, nella serie i due continuano a turlupinare Pinocchio, intenti a truffare, derubare o approfittare di Pinocchio dopo averlo gabbato con qualche menzogna, talvolta condividendo i guai e le punizioni con la marionetta (come il trasformarsi in asini al Paese dei Balocchi). Quando non sono impegnati con lui, spesso sono visti indossare lenzuoli che lasciano traspirare solo gli occhi per derubare altra gente.
- Fatina: una severa ma gentile fata dai capelli azzurri, che spesso camuffa di bruno, che decide di istruire Pinocchio, promettendo a Geppetto di riportarlo a casa a opera compiuta. Dalla seconda parte della serie, finge di morire per mettere alla prova Pinocchio in uno scenario senza la sua presenza, ma tenendolo sott'occhio sotto la forma di colomba gigante e di capretta con un corno. Alla fine della serie, capendo che Pinocchio è diventato veramente ubbidiente lo trasforma in un bambino, per dare a Geppetto il figlio che non ha mai avuto.
- Geppetto: il vecchio e povero falegname, padre di Pinocchio. Nonostante i guai in cui si caccia il figlio, gli vuole molto bene. Per la seconda parte della serie, parte in giro per il paese alla sua ricerca dopo essere stato ingannato da Gatto e Volpe, Pinocchio lo ritrova nella Pancia della Balena e una volta scappati si rimette a lavorare. Come nel libro, non vive nel lusso, ma neanche in condizioni brutte: grazie ai pochi lavori che ottiene, riesce a mettere del cibo sulla tavola.
- Rocco: il picchio domestico di Geppetto. Compare in qualche episodio dove fa da tramite tra Geppetto, Pinocchio e la Fata.
- Giulietta: la pigra gatta domestica di Geppetto. Il falegname se la porta dietro, assieme a Rocco, durante la ricerca di Pinocchio. Ha la stessa fisionomia del gatto randagio, ma a differenza di lui, oltre che per le dimensioni minori, il colore differente del pelo e il non indossare abiti, cammina sempre sulle quattro zampe ed è meno umanizzata dell'antagonista.
- Mangiafoco: un burattinaio che gestisce una compagnia: molto alto e con una lunga barba nera; È severo e rigido. Gatto e Volpe gli vendono Pinocchio, ma il burattino tramite uno spettacolo gli mostra cosa possa pensare Geppetto, Mangiafuoco commosso lo lascia libero e gli dà cinque zecchini d'oro. Quando si commuove ha il vizio di starnutire. Sebbene non appaia più, Gatto e Volpe nella seconda parte della serie per ingannare Geppetto gli dicono che ha rapito Pinocchio.
- Lucignolo: un ragazzo svogliato che Pinocchio conosce durante la ricerca di Geppetto, questa è l'unica versione a ricordare il suo nome di battesimo (anche se viene solo a lusso nel ep."Il vagabondo Romeo"). Il ragazzo invita Pinocchio ad andare nel Paese dei Balocchi. Nei successivi episodi è visto giocatore con Pinocchio e il Gatto e la Volpe, ma non viene mostrata la sua trasformazione.
- Omino di Burro: antagonista terziario dell'anime, è un uomo che va in giro per il mondo a cercare ragazzi svogliati per portali al Paese dei Balocchi e tramutarli in asini, per poi venderli, il meschino guadagna molto.
- Balena: Una enorme Balena, antagonista finale dell'anime: Geppetto in cerca di Pinocchio viene ingoiato dal mostro insieme a Giulietta e il giorno dopo ingoia anche Pinocchio e Gina, mentre Rocco sta ad aspettare. Pinocchio, non volendo rimanere chiuso nella sua pancia si mette a sbattere alcune scatole di gas: il mostro si agita e sputa il gruppo, e anche un Tonno che aveva mangiato molti anni prima e che pensava fossero i quattro oceani: nonostante sveglio il mostro non osa inseguire i fuggitivi.

## Sigle
Sigle giapponesi
- Iniziale: Boku wa picoriino (lett. "Sono piccolino"), musica di Yasushi Nakamura, arrangiamento di Kensuke Kyo, testo di Kazuko Katagiri è interpretata da Kumiko Ōsugi
- Finale: Oriibu no kokage (lett. "All'ombra dell'olivo"), musica di Yasushi Nakamura, arrangiamento di Kensuke Kyo, testo di Kazuko Katagiri è interpretata da Kumiko Ōsugi

Sigle italiane
- Bambino Pinocchio, testo di Luciano Beretta, musica di Augusto Martelli, è interpretata da Cristina D'Avena. Si tratta della prima sigla di un cartone animato cantata dall'artista (allora studentessa liceale) bolognese[3]. (Su Rai 1 andò in onda solo la versione strumentale della sigla tedesca).
- Pinocchio, testo di Santo Verduci, musica di Santo Verduci e Gennaro De Stefano, è interpretata da Santo Verduci. Usata per le trasmissioni su Contactoons nel agosto 2023.
- Pinocchio (Burattino Biricchino), questa sigla poco conosciuta è presente solamente nella collana di VHS distribuita da Fabbri Editori nel 1992. Si tratta di un adattamento italiano della sigla tedesca. L’interprete, i musicisti e l’autore del testo non sono noti.

## Edizioni home video
In Giappone la serie è stata distribuita nel 2005 in due box di DVD.
Nel 1992 la serie è stata distribuita in 20 episodi in VHS edita da Fabbri Video. La sigla come già detto era un adattamento italiano della sigla tedesca, comunque mantiene gli stessi doppiatori.
Nei primi anni 2000 la serie è uscita in 10 DVD editati da Planeta Junior (che ne possiede i diritti). Ogni DVD contiene 5 episodi. Nei DVD è assente l'episodio 30 "Assalto nella locanda". Dietro i DVD era scritta la trama, che prediceva che Pinocchio desiderava già essere un bambino vero, ma questo nella serie non viene mai detto, viene solo lasciato implicito che Pinocchio lo desideri nell'ultimo episodio.

## Doppiaggio
| Personaggio           | Doppiatore originale | Doppiatore italiano                            |
| --------------------- | -------------------- | ---------------------------------------------- |
| Pinocchio (Piccolino) | Masako Nozawa        | Rori Manfredi                                  |
| Gina l'anatra         | Kazuko Sugiyama      | Liliana Jovino                                 |
| Geppetto              | Junji Chiba          | Dario Ghirardi                                 |
| Gatto Randagio (Dora) | Ichirō Nagai         | Willy Moser (ep. 3-20) Paolo Turco (ep. 21-52) |
| Volpe Rognosa (Boro)  | Sanji Hase           | Carlo Cosolo                                   |
| Rocco il Picchio      | Kaneka Hijitsuki     | Gastone Pescucci                               |
| Giulietta la Gatta    | Miyoko Aso           | Cinzia De Carolis                              |
| Fatina                | Mami Koyama          | Mariù Safier                                   |

## Episodi
| Nº | Titolo italiano Giapponese 「Kanji」 - Rōmaji | In onda           | In onda         |
| Nº | Titolo italiano Giapponese 「Kanji」 - Rōmaji | Giapponese        | Italiano        |
| 1  | Come nasce Pinocchio 「ピコリーノの誕生」 - Piccolino no tanjō | 27 aprile 1976    | 18 gennaio 1982 |
| 1  | Fine 1800. Geppetto è un vecchio falegname fiorentino (Italia) che abita solo con la gatta Giulietta e il picchio Rocco. Ignorando i consigli dell'amico Antonio di andare in pensione, Geppetto costruisce una marionetta, la quale, sorprendentemente, si muove e parla. Felice di fare da figura paterna alla marionetta, Geppetto va in paese a comprare qualcosa da mangiare; sulla via per il paese incontra la Volpe Rognosa e il Gatto Randagio, due imbroglioni che cercano sempre di raggirare la gente fingendosi invalidi, ma Geppetto non perde tempo con loro. La marionetta, intanto, si mette a inseguire Giulietta e Rocco, creando un sacco di disordine in casa e poi, facendo cadere una lanterna, la fa anche bruciare. Preoccupata, la marionetta, aiutata da Giulietta, spegne l'incendio e rimette tutto a posto. Una volta tornato, Geppetto viene messo al corrente di quello che è successo, e si complimenta con la sua creazione per aver rimediato ai suoi sbagli. Durante la cena Geppetto decide di chiamare la marionetta Pinocchio. |                   |                 |
| 2  | L'uovo gigante 「町は大騒ぎ」 - Machi wa ōsawagi | 4 maggio 1976     | -               |
| 2  | Geppetto e Pinocchio vanno in città per comprare un vestito per la marionetta e a consegnare un tavolo riparato ad un cliente. Dopo aver comprato dei vestiti a Pinocchio, Geppetto lo affida alle lavandaie mentre lui va a consegnare il tavolo. Pinocchio, però, si mette a inseguire dei topi che si aggirano per le bancarelle del mercato, distruggendo e rovinando la merce. I mercanti si mettono ad inseguire Pinocchio, che si nasconde dietro Geppetto, il quale viene accusato di non aver insegnato nulla al suo figliolo. Mentre Geppetto viene costretto a riparare le bancarelle, Pinocchio ne approfitta per tornarsene a casa, dove si prepara un minestrone. Dopo aver messo la minestra sul fuoco, Pinocchio corre a prendere un uovo nel pollaio, ma come lo schiude esce fuori una paperella, che lo supplica di non mangiarlo. Intanto, attirati dal profumo della minestra, Gatto e Volpe si intrufolano in casa, mascherati con dei sacchi in testa. Pinocchio li scopre e, aiutato dalla papera, li scaccia via. Geppetto ritorna e, visto il minestrone preparato da Pinocchio, lo perdona per il disastro di quella mattina, ma affinché lui possa imparare a comportarsi bene, Geppetto decide che a partire dal giorno seguente frequenterà la scuola. Intanto, Pinocchio adotta la paperella che chiama Gina. |                   |                 |
| 3  | Balla bambola balla! 「人形芝居小屋へ行こう」 - Ningyōshibai koya e ikō | 11 maggio 1976    | -               |
| 3  | Geppetto vende la giacca per comprare a Pinocchio un sussidiario e la merenda per la scuola. La marionetta, emozionatissima, parte verso la sua prima lezione scolastica accompagnata da Gina. Sulla via, Pinocchio chiede informazioni al Gatto e alla Volpe che, intenzionati a vendicarsi degli eventi della scorsa notte, lo accompagnano al Gran Teatro dei Burattini. Mentre Pinocchio si gode lo spettacolo, i due manigoldi si accordano con il mastro-burattinaio Mangiafuoco per vendergli la marionetta senza fili. Gina li scopre e tenta di avvertire Pinocchio, ma questi sale sul palco per salvare i suoi simili da un finto drago di legno, distruggendo il tendone. Furioso, Mangiafuoco prende la marionetta e la obbliga ad unirsi alla sua compagnia per ripagarlo dai danni. Intanto Geppetto scopre che Pinocchio non è andato a scuola e inizia a preoccuparsi. |                   |                 |
| 4  | Dov'è Geppetto? 「ぼくは大スター」 - Boku wa dai-star | 18 maggio 1976    | -               |
| 4  | Nonostante la cattiveria di Mangiafuoco, Pinocchio adora lavorare nel teatro e viaggiare di città in città, esibendosi assieme al burattinaio-clown Pierrot. Il capo però non lo lascia mai un secondo. Passano settimane, e Pinocchio non ha ancora ripagato il suo debito. Gina, mettendosi d'accordo con Pierrot, decide di inscenare una nuova trama, invece che il solito balletto: quel giorno, sul palco, invece che le marionette ballerine, compare una marionetta con l'aspetto di un triste e disperato Geppetto, che sta soffrendo, senza il suo figliolo al suo fianco. La scena non solo commuove il pubblico e lo stesso protagonista dello spettacolo, ma anche Mangiafuoco, che starnutisce a più non posso. Per scusarsi per averlo trattenuto dal padre, Mangiafuoco dona a Pinocchio cinque monete d'oro per poter riacquistare il perduto libro di scuola. Ringraziato il burattinaio, Pinocchio e Gina salutano Mangiafuoco e partono verso casa. |                   |                 |
| 5  | La locanda lugubre 「おどろおどろの赤エビ屋」 - Odoro-odoro no Akaebi-ya | 25 maggio 1976    | -               |
| 5  | Sulla via, però, Pinocchio si imbatte nel Gatto e nella Volpe che gli raccontano che esiste un luogo dove le monete germogliano in alberi di soldi: il Campo dei Miracoli. Pinocchio, nonostante venga messo in guardia da Gina, decide di partire con loro al Campo dei Miracoli. I tre si fermano per la notte alla Locanda al Gambero Arrosto, dove il Gatto e la Volpe si ingozzano come se non ci fosse un domani, non facendo mangiare nulla a Pinocchio, e poi vanno tutti a dormire, chiedendo all'oste di svegliarli all'alba per poter riprendere il viaggio verso il campo. Nella notte, i due malandrini, mascherati con due sacchi in testa, si intrufolano nella stanza di Pinocchio e cercano di rubargli le monete, ma Gatto, volendo tenere il sacchetto, si mette a litigare con Volpe, stracciando i loro costumi e facendo cadere le monete nel pavimento. Gina e Pinocchio si svegliano e i due furfanti dicono di aver appena scacciato dei ladri che volevano derubarlo. Pinocchio torna a dormire, ma viene risvegliato più tardi dall'oste che gli dice che i suoi amici lo hanno già preceduto, lasciandogli il conto da pagare. Pagata la cena, Pinocchio e Gina cercano di raggiungere Gatto e Volpe. |                   |                 |
| 6  | Dalla Fata buona 「ルリ色髪の少女」 - Ruri-iro kami no shōjo | 1º giugno 1976    | -               |
| 6  | Chiedendo indicazioni per il campo dove le monete germogliano, Pinocchio ottiene solo risate da parte dei contadini, iniziando a pensare che il posto non esiste. Arrivati ad un pozzo, i due si fermano a bere, ma un rospo domanda il pagamento di una moneta per bere la sua acqua. Scoperto che Pinocchio è stato un ballerino, gli chiede se lo può allietare con qualche passo di danza e aggiunge che se gli farà vedere alcuni suoi passi di danza e in più gli farà una profezia: Pinocchio acconsente, in cambio di due monete, e il rospo gli dice che il campo dei miracoli esiste, ma che non dovrebbe andarci. Ascoltandolo, Pinocchio e Gina incontrano una donna in una casetta sperduta. La donna offre ai due da mangiare e anche lei conferma che il Campo dei Miracoli esiste. Pinocchio, avendo ottenuto una doppia conferma, decide di andarci, lasciando indietro Gina. Cala la notte, e Pinocchio si ritrova in una parte della foresta assai cupa, dove viene aggredito da due fantasmi, che Pinocchio capisce che sono il Gatto e la Volpe sotto due lenzuoli. Spaventato, Pinocchio fugge verso la casa della donna braccato dai due spettri, ma più la marionetta si avvicina alla casa, più questa si allontana, fino a scomparire. Rimasto in balia dei furfanti, Pinocchio si mette le monete in bocca e si rifiuta categoricamente di aprirla. I due, quindi, lo appendono ad un albero a testa in giù, affinché apra la bocca dal sonno e faccia cadere i soldi. Passano le ore e Pinocchio ancora non demorde; i due fantasmi, quindi, decidono di tornare il giorno dopo lasciando la marionetta in balia del vento. |                   |                 |
| 7  | Il naso lungo di Pinocchio 「ボクいい子になるんだ」 - Boku ii ko ni narunda | 8 giugno 1976     | -               |
| 7  | La donna, che si scopre essere una fata, sulle suppliche di Gina salva Pinocchio con l'aiuto di un falco e del suo cane cocchiere Millyber, poi chiama due dottori, Corvo e Civetta, affinché possano stabilire le sue condizioni. Pinocchio risulta vivo, ma assai febbricitante. Per curarlo, la Fata gli offre una medicina amara ma il burattino si rifiuta di berla, e così la Fata chiama a raccolta quattro conigli becchini per portarlo via, ma Pinocchio inghiotte tutto il farmaco dalla paura e si riprende. Poi, Rocco lo avvista e scende a informarlo che Geppetto è preoccupatissimo della sua lunga assenza. La Fata gli chiede allora perché non sia andato a scuola come gli è stato detto. Vergognandosi di dire la verità, Pinocchio si inventa mille bugie, ma il suo naso cresce così tanto che rimane incastrato nel soffitto. Pinocchio si pente di aver mentito e la Fata chiede a Rocco e ad altri picchi di tagliargli il naso alla sua misura naturale. Dispiaciuto, Pinocchio si ripromette di fare il bravo e la Fata gli permette di andare da Geppetto. |                   |                 |
| 8  | Dove nascono gli alberi da soldi? 「ふしぎの野原」 - Fushigi no nohara | 15 giugno 1976    | -               |
| 8  | Mentre Rocco, Gina e Pinocchio sono diretti da Geppetto, il Gatto e la Volpe, avendo scoperto che Pinocchio è fuggito dalla corda, ritornano al piano originale del Campo dei Miracoli, dicendo che sono diretti lì con i loro risparmi per approfittare dell'ultimo giorno in cui seminare nel Campo sarà gratuito, in quanto appena comprato da un ricco terriero. Pinocchio, però, non si lascia incantare grazie ai consigli di Gina: quando però i tre si fermano a fare merenda, il Gatto ne approfitta per intrappolare la paperella e Rocco sotto un barile, per poi convincere Pinocchio a ripensarci. Senza più i buoni consigli ad aiutarlo, Pinocchio si lascia convincere e parte per il Campo con i due. Arrivati, i tre seminano i propri averi e, mentre Pinocchio va a prendere l'acqua per innaffiare i denari, i due dissotterrano le monete di Pinocchio. Dopo che Pinocchio ha finito di annaffiare i due gli dicono che nella notte gli alberi cresceranno e se ne vanno. Il giorno dopo, Pablito il Pappagallo gli rivela quel che è successo. Inizialmente la marionetta non crede alle sue parole, ma si ricrede quando non vede gli alberi. La marionetta si mette così a piangere. Gina e Rocco, liberi dal barile, trovano Pinocchio e, mentre il picchio torna a casa da Geppetto, Gina prosegue la stessa strada assieme a Pinocchio. |                   |                 |
| 9  | Geppetto riceve visite 「仙女の白い小さな家」 - Senjo no shiroi chiisana ie | 21 giugno 1976    | -               |
| 9  | Mentre Pinocchio torna da Geppetto, la Fata scopre che la marionetta ha ascoltato il Gatto e la Volpe, e decide di istruirlo prima di rimandarlo dal padre. Quella sera, la Fata va da Geppetto e le spiega il tutto. Geppetto fa fatica a crederle e si spaventa non poco quando i capelli della donna, da bruni, diventano momentaneamente turchini. Rocco però gli assicura che lei è una fata e che riuscirà a mettere in riga Pinocchio, anche se sembra impossibile. L'indomani, la Fata spedisce Pinocchio a casa sua e inizia a lavorare al suo obiettivo di riabilitazione della marionetta. |                   |                 |
| 10 | Il grande ed il piccolo 「ぼく勉強するんだ！」 - Boku benkyō surunda! | 29 giugno 1976    | -               |
| 10 | Pinocchio si scopre bravo in matematica, ma quando deve contare più numeri delle sue dita non sa come fare. Allora, prova a farsi suggerire le risposte da Rocco (che torna di tanto in tanto per vedere come vanno le cose), ma il picchio si rifiuta di aiutarlo a barare. Così facendo, Pinocchio rimane molto seduto sulla sedia e i suoi piedi si mettono a formicolare così tanto che si mette a correre per tutta la casa. La Fata, allora, gli promette che se farà tutti i compiti potrà rilassarsi per tutto il resto del giorno. Questo incentivo aiuta Pinocchio con i suoi studi e il burattino non ha più problemi in matematica. |                   |                 |
| 11 | Il giudice che è una scimmia 「いんちき裁判」 - Inchiki saiban | 6 luglio 1976     | -               |
| 11 | Andato in città per fare delle compere per conto della Fata, Pinocchio incontra il Gatto e la Volpe, che hanno già sperperato le monete rubate. Furioso Pinocchio li lega. Incuriositi, i cittadini chiedono come mai tanta ostilità nei confronti di due poveri mendicanti e Pinocchio spiega che sono dei ladri, ma il Gatto e la Volpe continuano ad accampare scuse. Per poter risolvere la faccenda, i cittadini suggeriscono di mettere il loro caso davanti a un giudice. Non sapendo cosa sia, Pinocchio si lascia guidare dalla Volpe verso quella che essa crede una casa disabitata fuori città. Sfortunatamente per Volpe, ad abitare nella casa è lo strambo Giudice Gorilla, ma riesce a ribaltare la situazione convincendo il giudice che, se gli farà vincere la causa, si spartiranno la spesa di Pinocchio. Pinocchio, così, dopo aver litigato con Gatto e Volpe, perde la causa e viene anche legato e rinchiuso nella cantina. Tuttavia, spartendosi la bustarella, il Giudice si prende tutta la spesa, iniziando una baruffa con i malandrini, che culmina in un inseguimento nella foresta. La mattina dopo, Pinocchio viene ritrovato e liberato da Rocco. |                   |                 |
| 12 | Sempre noie con i compiti 「まぬけおとしの町ってなあに」 - Manuke otoshi no machitte naani | 27 luglio 1976    | -               |
| 12 | Pinocchio bara a fare i compiti, costringendo la Fata a minacciarlo di lasciarlo alla Città di Cretinetti, dove abitano pigroni e perdigiorno. Affascinato da tale posto, Pinocchio si comporta così male che la Fata tiene fede alla sua minaccia e lo lascia alle porte della città. Lì una scimmia-guida gli mostra la pigra vita degli abitanti: non ci sono tetti, per poter risparmiare sulla doccia con l'acqua piovana; a pranzo mangiano quintali di farina e lievito per poi mettersi al sole a cuocere il pane direttamente dentro la pancia per saziarsi per una settimana. Solo una donna lavora normalmente e Pinocchio, dopo aver visto il terrificante mondo dei pigri, si dirige da lei per un tozzo di pane. La donna si rivela essere la Fata, che ha creato con la magia un'illusoria città per dare una lezione a Pinocchio. Felice di non essere stato abbandonato ad un simile destino, Pinocchio si ripromette di comportarsi bene. |                   |                 |
| 13 | La notte avventurosa 「夜遊びは楽しいな」 - Yoasobi wa tanoshii na | 3 agosto 1976     | -               |
| 13 | Quando una notte Pinocchio si annoia, Gatto che scopre dove abita, va da lui a chiedergli di partecipare ad una festa di scuse organizzata da Volpe in suo onore presso la trattoria "Il Gambero Rosso". Pinocchio accetta, e nonostante una breve perdita, riescono ad arrivare in tempo. Tuttavia la festa c'è, ma non c'entra nulla con le scuse di Volpe: quest'ultimo aveva imbrogliato l'oste e questi l'aveva obbligato a lavorare come garzone, ma Volpe gli aveva promesso di trovargli un sostituto migliore: un'instancabile marionetta vivente. L'oste accetta l'offerta, ma Pinocchio (che non si accorge dell'imbroglio) torna a casa prima dell'alba, e Volpe viene sgridato dall'oste. La notte seguente, Gatto invita nuovamente la marionetta lì. Notando la sua stanchezza, la Fata scopre che la notte seguente Pinocchio scappò di casa, e capisce che era stanco, perché era scappato anche la notte scorsa. Stavolta, Gatto ubriaca Pinocchio per rendergli la fuga difficile. Tuttavia, quando l'oste gli dice di prendere il posto della Volpe, Pinocchio, nonostante la paura, riesce a scappare. Tornato a casa, la Fata interroga il semi-sbronzo Pinocchio che, dopo aver mentito, sputa il rospo chiedendo perdono, e Rocco gli accorcia il naso. |                   |                 |
| 14 | Come Pinocchio diventa un cane da guardia 「ピコリーノ番犬になる（前）」 - Piccolino banken ni naru (mae) | 10 agosto 1976    | -               |
| 14 | Gatto e Volpe dicono a Pinocchio che un cane di nome Melampo e il suo terribile padrone, armato di fucile, hanno intrappolato le loro cugine donnole per poterle torturare. Preoccupato per le bestiole, Pinocchio parte ad affrontare Melampo. Mentre Pinocchio affronta un cane per niente pericoloso, Gatto e Volpe cercano di svuotare il pollaio, ma vengono fermati dalle donnole, che rubano le galline al posto loro. Pinocchio viene catturato dal contadino che, credendolo in combutta con le donnole, lo lega ad un tronco vicino alla cuccia di Melampo e lo obbliga a fare il cane da guardia. |                   |                 |
| 15 | La donnola astuta 「ピコリーノ番犬になる（後）」 - Piccolino banken ni naru (nochi) | 17 agosto 1976    | -               |
| 15 | Rocco e Gina ritrovano Pinocchio, dopo aver scoperto che non c'era. Dopo un po' Rocco torna da Geppetto, mentre la paperella lo assiste nella sventura. Intanto Melampo realizza che Pinocchio potrebbe non essere il cattivo ragazzo che credeva. Quella notte, le donnole tornano e corrompono Pinocchio, tenendo in ostaggio Gina, affinché taccia sul loro colpo. Pinocchio accetta, ma solo se Gina viene liberata, le donnole accettano e attaccano di nuovo il pollaio mentre Gina corre a prendere uno scalpello dalla rimessa del contadino per liberare Pinocchio, in modo che lui fermi le donnole e Melampo avverta il padrone. Il piano riesce, le donnole vengono fermate e il padrone libera Pinocchio. |                   |                 |
| 16 | Geppetto è veramente malato? 「笑う大蛇」 - Warau orochi | 24 agosto 1976    | -               |
| 16 | Dato che Pinocchio si vergogna di andare dalla Fata, Gina decide di andarci solo lei, per poi tornare con la Fata. Pinocchio incontra il Gatto e la Volpe che gli dicono che Geppetto è gravemente malato. Pinocchio non ci casca, ma si preoccupa che possa essere vero e corre a casa di Geppetto. Pinocchio, però, si ritrova la strada sbarrata da un serpente gigantesco con una coda che sputa fumo. Gatto e Volpe corrono a casa di Geppetto a portargli una lettera apparentemente scritta da Pinocchio, che dice che Mangiafuoco e la sua banda lo hanno rapito e lo hanno portato via al Porto Blu. Intanto, il serpente si sveglia e rincorre Pinocchio, che cade nel fango, facendo ridere il serpente finché questi non muore asfissiato dalle continue risate. Pinocchio torna finalmente a casa ma né Geppetto, né Giulietta, né Rocco sono a casa, ma trova la lettera apparentemente da lui scritta. Gatto per sbaglio dice che il Porto Blu era scritto sulla lettera che aveva scritto insieme a Volpe, e Pinocchio capisce che il Gatto e la Volpe sono gli autori della lettera e, arrabbiato, si mette ad azzuffarsi con loro. |                   |                 |
| 17 | La fata scomparsa 「仙女さまがいなくなった」 - Senjo-sama ga inakunatta | 31 agosto 1976    | -               |
| 17 | Pinocchio lega Gatto e Volpe e li trascina a casa della Fata, perché lei capisca che si caccia nei guai per colpa loro. La Fata, vedendolo arrivare con i due manigoldi legati, decide di metterlo alla prova e chiede a Gina di dire a Pinocchio che lei è morta durante la sua assenza, sparendo con la casa e lasciando una lapide al suo posto. Alla vista della pietra tombale, Pinocchio si dispera. Gatto e Volpe, liberi dalle corde, dicono di essere in colpa per quello che è successo e poi si offrono di aiutarlo a trovare Geppetto, portandolo all'Albero delle Meraviglie, un albero magico dove sembra che il suo legno è stato ricavato. In realtà, i due avevano visto un nido d'api sull'albero ma, non volendo rischiare di essere punti, dicono a Pinocchio di prendere due rami dell'albero e di usarli come ali, in particolare quelli dove c'è, "casualmente", un alveare. Improvvisamente, dall'albero cade una colomba. Preoccupato, Pinocchio chiede a Gatto e Volpe di prendere dell'acqua per rianimarla e accendono un fuoco per tenerla al caldo. Stufi che il loro piano è andato, Gatto e Volpe cercano di prendere l'alveare da soli, ma finiscono con l'essere punti e scappano via. Il giorno dopo, la colomba si rivela essere l'elemento magico dell'albero e, dopo essere diventata grande, si offre di portare Pinocchio e Gina in spalla, alla ricerca di Geppetto. |                   |                 |
| 18 | Il viaggio sulla colomba 「空の旅」 - Sora no tabi | 7 settembre 1976  | -               |
| 18 | La Colomba, che Gina scopre essere la Fata, atterra in una città dove i tre si riposeranno per la sera, ma Pinocchio dovrà cercare qualcosa da mangiare. Pinocchio va al mercato e, non avendo soldi, si offre di lavorare per un ortolano, riuscendo a vendere tanta merce quanto il mercante non riusciva. Ottenuti i soldi e comprati i viveri, Pinocchio, Gina e la Colomba mangiano e si riposano. |                   |                 |
| 19 | Alla ricerca 「空から落ちたジーナ」 - Sora kara ochita Gina | 14 settembre 1976 | -               |
| 19 | Durante un'acrobazia della Colomba, Gina cade nella città sottostante e viene braccata dal Gatto e la Volpe, intenzionati a mangiarsela. In città, Gina continua a cercare Pinocchio, e incappa in Geppetto, ma Gatto e Volpe acciuffano Gina e dicono a Geppetto che Pinocchio è stato portato alla Città dei Delfini, costringendo il vecchio a riprendere il viaggio con i suoi animali. Pinocchio, intanto, ci mette un'intera notte a ritrovare Gina. Il giorno dopo, Pinocchio, la Colomba e Gina trovano i due malandrini che gli dicono che hanno dirottato di nuovo Geppetto. Furioso, Pinocchio li obbliga ad aiutarli nella ricerca del falegname. |                   |                 |
| 20 | La città dei delfini 「ゼペット爺さんがいた」 - Geppetto jī-san ga ita | 28 settembre 1976 | -               |
| 20 | Gatto e Volpe vengono costretti a fare i buoni da Pinocchio e la Colomba e aiuteranno anche loro nelle ricerche di Geppetto, chiedendo di casa in casa. Pinocchio, intanto, si comporta male e la Colomba gli dice di cercare Geppetto da solo. Attraversando una fattoria, il Gatto e la Volpe hanno un momento di debolezza ed entrano nella cucina a rubare delle salsicce, venendo scoperti dal contadino. Nonostante li scaccia via riescono tuttavia a mangiare le salsicce. Dopo diverse ore di ricerche, Pinocchio crolla a terra dalla stanchezza, sotto un albero, proprio mentre passa un carro, che il Gatto e la Volpe non possono interrogare perché è guidato dal contadino di prima. Sfortunatamente, nel carro c'è Geppetto, che aveva trovato ospitalità dal contadino per la notte e un passaggio per la Città dei Delfini. Quando Pinocchio si risveglia, la Colomba, che lo ha tenuto d'occhio, gli dice che non può più avere fiducia in lui, in quanto ha infranto la sua promessa, proprio nell'unico momento in cui le sue ricerche sarebbero finite, poi vola via. Pinocchio è arrabbiato con il Gatto e la Volpe, perché gli hanno detto che Geppetto non era sul carro e li scaccia via, ma Gina gli rivela che anche lui ha le sue colpe: la Colomba lo stava mettendo alla prova, perché lei era la Fata. Disperato, Pinocchio le supplica di tornare, ma i suoi pianti non servono a niente: la Fata se n'è andata per sempre. |                   |                 |
| 21 | Da solo sul mare 「イルカの海の町へ」 - Iruka no umi no machi e | 5 ottobre 1976    | -               |
| 21 | Dopo che Pinocchio attende invano di voler ritrovare la Fata, insieme a Gina raggiunge finalmente la Città dei Delfini. Sfiniti, i due chiedono in giro di Geppetto e scoprono che il vecchio è salpato con i suoi animali. Purtroppo, come Geppetto era partito, la pioggia e il vento hanno cominciato a rendere il mare grosso e movimentato. Spaventato che le onde possano portargli via il padre, Pinocchio prende una barca e insegue Geppetto. Intanto, anche il Gatto e la Volpe hanno raggiunto il paese e, dopo una piccola man bassa di cibarie, fuggono dalla popolazione arrabbiata in barca. |                   |                 |
| 22 | Il salvataggio miracoloso 「イルカのおともだち」 - Iruka no otomodachi | 12 ottobre 1976   | -               |
| 22 | Pinocchio riesce a raggiungere Geppetto. Contento che il figlio sta bene, il falegname chiede a Rocco di dire a Pinocchio di tornare a riva, ma il Picchio viene portato via dal vento e le due barche si separano. Intanto, Gatto e Volpe perdono la loro imbarcazione e chiedono aiuto a Pinocchio, che li fa salire, ma la barca si cappotta. Finito in mare, Pinocchio e Gina sopravvivono alla tempesta restando a galla grazie al corpo di legno del primo, ma all'alba, il legno è tutto zuppo e cade a fondo. Fortunatamente, in loro soccorso arriva un Delfino, che li porta ad un'isola vicina: l'Isola delle Api Laboriose. |                   |                 |
| 23 | Catturato nella rete 「のら犬のアリドーロ」 - Norainu no Alidoro | 19 ottobre 1976   | -               |
| 23 | Quando Pinocchio arriva sulla terraferma scopre che anche il Gatto e la Volpe sono naufragati sull'isola. I due attirano le attenzioni di un cane, Aridoldo, che si mette a inseguire prima loro e poi Pinocchio, che si butta in mare per fuggirgli. Anche il cane si tuffa in mare, ma si accorge troppo tardi dell'errore, in quanto non sa nuotare. Impietosito, Pinocchio salva il cane, poi ritorna in mare per sicurezza, dove viene acciuffato nella rete di un solitario pescatore. Tornato a casa, il pescatore tira fuori Pinocchio dalla rete e crede che sia un nuovo tipo di pesce, il Pesce-Burattino, e decide di mangiarselo impanato. Aridoldo incontra Gina e decide di aiutarla a cercare Pinocchio, arrivando alla casa del Pescatore. Dopo che il Pescatore ha arrotolato Pinocchio dentro una foglia di vite e l'ha infarinato, Gatto e Volpe, attirati dal pesce, arrivano anche loro dal Pescatore, e mentre Volpe distrae il padrone di casa, Gatto cerca di prendere Pinocchio. Anche Aridoldo entra in casa e lotta con il Gatto per il burattino, uscendone vincitore e Gatto e Volpe vengono puniti dal Pescatore, che in quel momento ha scoperto quello che avevano intenzione di fare. Pinocchio ringrazia Aridoldo per averlo salvato, e si scusa per aver dubitato prima del suo riconoscimento. |                   |                 |
| 24 | Nel villaggio dei diligenti 「ぼく働くんだ！」 - Boku hatarakunda! | 26 ottobre 1976   | -               |
| 24 | Arrivato in città, grazie alle indicazioni di Aridoldo, Pinocchio incontra gli abitanti dell'Isola delle Api Laboriose, trovando un curioso interesse nel lavoro, aiutandoli nei lavori nei campi. Vedendo l'impegno di Pinocchio, il sindaco gli regala un appartamento tutto suo. Pinocchio, però, non è tanto bravo negli altri lavori e il sindaco quindi gli offre di fare il cameriere, quella sera, per dei suoi ospiti. Pinocchio accetta ma quella sera scopre che gli ospiti sono il Gatto e la Volpe e dovrà fare tutto quello che i due gli chiederanno. |                   |                 |
| 25 | La lotta con i fantasmi 「泥棒退治」 - Dorobō taiji | 2 novembre 1976   | -               |
| 25 | Inutile dire che il Gatto e la Volpe fanno fare a Pinocchio una brutta figura, facendogli anche spaccare tutti i piatti e a farlo litigare con loro. Il giorno dopo, il sindaco si ritrova anche un altro grattacapo: la cantina della città è stata derubata da dei ladri. Pinocchio, per scusarsi degli avvenimenti della sera precedente, si offre di fare la guardia, scoprendo i ladri: i fantasmi che lo avevano assalito nella foresta. Stavolta, però, Pinocchio riesce, prima a neutralizzarli facendoli ubriacare con il vino della cantina, e poi a scacciarli lanciandogli i barili e sacchi di farina. Pinocchio, viene quindi promosso a pescatore, con la condizione che nessuno debba stare con lui. |                   |                 |
| 26 | Aiuto per le tartarughe 「海亀さんとの約束」 - Umigame-san to no yakusoku | 9 novembre 1976   | -               |
| 26 | Mentre Pinocchio rimane a pescare tutto il giorno fino a crollare dal sonno, una tartaruga arriva nella spiaggia e depone le sue uova. Gatto e Volpe la notano e la ribaltano affinché non possa scappare e decidono di tornare con padelle e posate per mangiarsela assieme alle sue uova. Gina, vedendo il tutto, rivela tutto a Pinocchio, che salva la tartaruga e le promette assieme alla paperella di tenere in salvo le sue uova: la marionetta raccoglie le uova nel suo cappello e poi in un sacchetto, depone nella buca dei ricci di castagne e va a nascondersi. Quando Gatto e Volpe si accorgono di ciò, inseguono Pinocchio. Riescono a trovarlo, ma per fortuna riesce a trovare una scalinata e dà una spinta a Volpe cadendo insieme a Gatto nell'acqua. Anche di notte tentano di prendere le uova, ma anche questa volta Pinocchio riesce a sfuggire a loro: la marionetta nasconde le uova in diversi nidi di gabbiani, mentre questi dormono, ma i pennuti si risvegliano e scacciano via Pinocchio, Gatto e Volpe. Dopo 10 giorni, le tartarughe escono dalle uova e vanno in mare. Contenta, Mamma Tartaruga offre a Pinocchio una ricompensa. Pinocchio le chiede quindi di portarlo sulla terraferma, dove riprenderà la ricerca del padre. |                   |                 |
| 27 | Come Pinocchio arricchisce il calzolaio 「靴屋修業」 - Kutsuya shugyō | 16 novembre 1976  | -               |
| 27 | Tornato sulla terraferma, Pinocchio arriva in una città dove viene ospitato da un vecchio calzolaio che gli ricorda il padre. Questi è talmente vecchio che riesce a creare un paio di scarpe al giorno ed è in ritardo con l'affitto. Imparato il mestiere di calzolaio, Pinocchio cerca di aiutarlo, ma non essendo bravo nel lavoro manuale, decide di creare un macchinario che possa creare velocemente le scarpe. Intanto, anche Gatto e Volpe sono tornati sulla terraferma e hanno individuato Pinocchio, e mandano via il calzolaio con una lettera falsa. I due decidono di farsi creare un paio di scarpe gratis con delle monete di creta. Pinocchio mostra ai due bricconi il macchinario, ma Gatto si ritrova incastrato negli ingranaggi e Volpe nel tentare di liberarlo scivola facendo cadere le loro monete nell'acqua, che si scopre che erano di creta: la marionetta, infuriata, assieme al calzolaio che nel frattempo è tornato, li scaccia via. Pinocchio mostra il funzionante macchinario al calzolaio che finalmente riesce a guadagnare abbastanza da poter pagare l'affitto. Felice, Pinocchio ottiene la sua paga e riprende il viaggio. |                   |                 |
| 28 | C'è un asino da vincere 「ピコリーノのマラソン大会」 - Piccolino no marason taikai | 23 novembre 1976  | -               |
| 28 | Avendo già speso i soldi del calzolaio, Pinocchio e Gina arrivano in una città dove molti bambini stanno correndo. Quando Pinocchio cerca di bere un po' d'acqua dalla fontana, ci trova dentro il Gatto e la Volpe che, con i loro risparmi, si sono affittati la fontana. Gatto e Volpe scoprono che i bambini si stanno allenando per una maratona cittadina e vogliono che Pinocchio vi partecipi. In effetti, Pinocchio decide di partecipare dopo aver scoperto che c'è un asino per chi arriva in prima posizione, quello che non sa è che il Gatto e la Volpe vogliono rubargli l'asino quando lo vincerà. Sul percorso, Pinocchio viene aiutato dal Gatto e la Volpe che gli passano dei panini, ma Pinocchio poi si ferma a metà percorso con i crampi allo stomaco. Ogni volta che Pinocchio pare avere la vittoria in mano, qualcosa accade e Pinocchio viene superato da tutti, per poi tornare in prima posizione dopo che il Gatto e la Volpe gli danno una mano, sprecando tutti i loro soldi per comprargli dei panini e una giacca nuova (dato che Gatto aveva strappato la manica della giacca di Pinocchio). Pinocchio arriva in prima posizione e vince l'asino, che Gina e Pinocchio scoprono di essere in grado di parlare e che si chiama Danky. Felici di non dover fare la strada a piedi, Pinocchio e Gina salgono su Danky e ripartono alla ricerca di Geppetto, lasciando Gatto e Volpe alle loro spalle. |                   |                 |
| 29 | Una promessa sconsiderata 「ロバのドンキー」 - Roba no Donkey | 30 novembre 1976  | -               |
| 29 | Continuando a ballare sulla groppa di Danky, questi si ferma senza motivo. Nonostante Pinocchio lo tiri e gli dia da mangiare, l'asino non si muove e Pinocchio decide di lasciarlo, ma non volendo andare a piedi, gli promette che al primo albergo che troveranno lo farà nutrire ed alloggiare con tutte le comodità. Danky accetta e, arrivati al più vicino albergo, Pinocchio non riesce a permettersi quanto promesso, né il pasto per lui e Gina. Pinocchio, quindi, decide di lavorare all'albergo per poter permettersi il vitto e l'alloggio. Come lavoro riempie acqua in secchi, spolvera con scopa e con pezza tavoli e pavimento e fa i letti. Pinocchio si dimostra essere un bravissimo garzone d'albergo, ma i padroni, la notte, ricevono la visita di Gatto e Volpe, che li informano che un pericoloso furfante di nome Pinocchio li ha derubati del loro asino e che devono rimanere in guardia da lui. |                   |                 |
| 30 | Assalto nella locanda 「宿屋のドロボー騒ぎ」 - Yadoya no dorobō sawagi | 7 dicembre 1976   | -               |
| 30 | Dopo la visita del Gatto e la Volpe, i padroni dell'albergo sono restii a tenere Pinocchio come garzone, ma la marionetta si rivela essere un bravissimo lavoratore, al punto che i due arrivano alla conclusione che si tratti di un malinteso. Quella notte, Gatto e Volpe, mascherati con dei sacchi in testa, fanno man bassa dei preziosi degli ospiti dell'albergo, poi rubano Danky e scappano via. Sulla strada, però, i due vengono attaccati dalla Colomba, costringendoli alla fuga, abbandonando Danky e la refurtiva. Danky spiega la situazione alla Colomba, raccontandole che i due volevano sicuramente imbrogliare il suo buono e laborioso padrone Pinocchio. Sorpresa di sentire tanti elogi sulla marionetta, la Fata aiuta Danky a riportare gli oggetti all'albergo, sotto forma di capretta con un corno, per poi restituire la libertà all'asino. Il giorno dopo, Gina e Pinocchio decidono di riprendere il viaggio. |                   |                 |
| 31 | Incontro con Rocco 「ロッコとの再会」 - Rocco to no saikai | 14 dicembre 1976  | -               |
| 31 | Gatto e Volpe, assetati, avevano cercato di prendere del latte da un fattore di nome Giorgio, ma questi li aveva scoperti grazie al suo pennuto da guardia. I due furfanti, quindi, cercano di farsi aiutare da Pinocchio: Gatto dice di essere mortalmente ammalato e che, per riprendersi, gli serve un bel sorso di latte. Pinocchio si dirige alla fattoria ma, non trovando nessuno, entra nella stalla. L'uccello da guardia di Giorgio si mette a strillare e dopo un breve spavento Pinocchio riconosce l'uccello: è Rocco. Rocco spiega che durante la tempesta, Geppetto lo aveva mandato ad avvisare Pinocchio di tornare a riva, ma il vento lo aveva portato via fino alla spiaggia, dove fu salvato dalla Fata e ripreso il viaggio è stato attaccato da un falco, e salvato da Giorgio, che si è preso cura di lui. Proprio allora, Giorgio ritorna e crede che Pinocchio gli voglia rubare il suo pennuto, ma Pinocchio spiega che Rocco appartiene a suo padre e chiede che sia liberato. Giorgio, quindi, decide di metterlo alla prova, chiedendogli di girare per cento volte il pindoro. Pinocchio accetta. Dopo venti giri, Pinocchio è raggiunto da Volpe. Avendo visto da lontano che Gatto era perfettamente sano, Pinocchio gli dice che Giangio gli darà il latte solo una volta finito con il bindolo e chiede a Volpe una mano. Poi, Pinocchio si assenta per andare in bagno e Volpe si fa aiutare da Gatto. Finito con i giri, arriva Giorgio, che spaventa i due malandrini e il giorno dopo libera Rocco. Sulla strada Pinocchio chiede a Rocco dove abita adesso la Fata, e il picchio gli indica una direzione. Volendo rivedere la Fata per fargli vedere come è migliorato, Pinocchio chiede a Rocco di andare avanti con le ricerche di Geppetto. |                   |                 |
| 32 | La torre misteriosa 「不思議なカタツムリ」 - Fushigi na katatsumuri | 21 dicembre 1976  | -               |
| 32 | Mentre Pinocchio va alla ricerca della Fata, incontra la Capretta, che lo porta ad una torre alta cinque piani, poi scompare. Pinocchio bussa alla torre e, dopo un po', all'ultimo piano spunta una Lumaca, la cameriera della Fata, che scende ad aprire, chiedendo a Pinocchio di essere paziente, anche perché la Fata sta dormendo. Pinocchio aspetta, ma passano molte ore e la marionetta si spazientisce. Dopo aver cercato di attirare la sua attenzione tirando il battente, questi diventa un serpente e striscia via. Allora prova ad entrare dalla finestra, ma la Lumaca lo scopre. Scava persino una buca per entrare ma c'erano delle radici e con quelle non riusciva a passare, e non si potevano togliere. Stufo, Pinocchio si mette a calciare e sbattere la porta, finché, proprio mentre la Lumaca aveva finito di scendere le scale, Pinocchio finisce per bucarla con il piede, che rimane incastrato. La Lumaca gli aveva pregato di non svegliare la Fata, ma Pinocchio purtroppo aveva fallito questa prova: la torre diventa un albero, la Lumaca scompare e la Fata, sotto forma di Colomba, dopo aver sgridato Pinocchio, se ne va via. Demoralizzato, Pinocchio rimane tutto il giorno con il piede incastrato a piangere. |                   |                 |
| 33 | Il viaggio nel pallone 「風船旅行」 - Fūsen ryokō | 28 dicembre 1976  | -               |
| 33 | Pinocchio e Gina vedono atterrare un pallone a gas. Il proprietario dice alla marionetta di prendersi cura del pallone e di non toccare nulla in modo che possa pranzare nel villaggio e prendere altri passeggeri, promettendogli che in cambio può salirci. Pinocchio accetta, cercando di tenere lontani il Gatto e la Volpe che vogliono rubare la mongolfiera. Per far sì che il pallone sia pronto a volare al ritorno del proprietario, la marionetta decide di gonfiarlo, ma il Gatto e la Volpe allentano di nascosto le corde così Pinocchio e Gina volano via nella gondola, mentre i due manigoldi si aggrappano a un filo sotto la gondola. Più tardi, quando la mongolfiera supera un monte, Gatto e Volpe riescono a salire nella gondola. Quando Pinocchio cerca di scacciarli, Gatto fa esplodere la mongolfiera che si schianta. |                   |                 |
| 34 | La lotta di Pinocchio con gli spiriti della notte 「ピコリーノがカカシになった」 - Piccolino ga kakashi ni natta | 4 gennaio 1977    | -               |
| 34 | I tre atterrano ai piedi di un cacciatore, che li cattura e li porta alle proprieta un villaggio di contadini superstiziosi, che credono Pinocchio, Gatto e Volpe un dono dal cielo: dei sacrifici per placare la fame delle belve che devastano il loro raccolto la notte. Essendo fatto di legno, Pinocchio viene usato come spaventapasseri e il Gatto e la Volpe diventano due esche per le bestie. Le bestie si rivelano essere tre cinghiali mastodontici che inseguono il Gatto e la Volpe. Pinocchio, quindi, ha un'idea: usare i due come esche in modo che i cinghiali sbattano contro gli alberi e svengano. Il piano riesce, e mentre i due furfanti si riprendono dallo spavento, Pinocchio riprende per la sua strada. |                   |                 |
| 35 | L'orologio d'oro 「盗まれた金時計」 - Nusumareta kindokei | 11 gennaio 1977   | -               |
| 35 | In una giornata ventosa, mentre Pinocchio aiuta un contadino a trainargli il suo carro, Gatto e Volpe trovano una bottega, e dopo aver rubato e mangiato varie provviste rubano al bottegaio di nome Marcello un orologio da taschino d'oro, con dentro la dolce melodia di un carillon, ma nel prenderlo vengono scoperti dell'uomo. Nell'inseguimento, trovano Pinocchio e gli affidano l'orologio spacciandolo per un regalo di scuse. Pinocchio continua la sua strada e incontra un contadino che gli chiede l'ora. Vedendolo confuso, il contadino lo invita a casa per insegnargli a leggere le ore. Pinocchio si diverte sia ad ascoltare il dolce carillon del "suo" orologio che ad imparare a leggere le ore, ma si confonde spesso, che quella notte sogna il Gatto e la Volpe che gli leggono le ore in modo movimentato. Intanto, Gatto e Volpe cercano di riprendersi l'orologio, ma vengono fermati da Pinocchio che si sveglia e dal cane del contadino, che li costringono alla fuga. Il mattino seguente, riprende la sua strada, e ringrazia Gatto e Volpe per il regalo. |                   |                 |
| 36 | Orologio, orologio devi camminare 「ぼくの宝物」 - Boku no takaramono | 18 gennaio 1977   | -               |
| 36 | Gatto e Volpe incappano in Marcello che pretende che gli venga restituito il maltolto, ma i due si inventano che erano stati costretti dal loro boss Pinocchio e che erano stati minacciati di morte se non l'avessero rubato. Furioso, Marcello concede ai due una possibilità per redimersi. I due ritrovano Pinocchio e, controllati da Marcello, trattano Pinocchio come fosse il loro capo, poi gli rubano l'orologio e fuggono via. Pinocchio fa per inseguirli, ma viene fermato da Marcello. Pinocchio spiega che l'orologio gli era stato regalato dai due e che non sapeva fosse stato rubato. Marcello, quindi, prende in ostaggio Gina e obbliga Pinocchio a riprenderlo e a restituirglielo. Pinocchio, grazie anche alla Capretta, riesce nell'impresa e arriva fortunatamente proprio mentre Marcello voleva vendere Gina. Marcello libera Gina, ma Pinocchio rimane triste perché non potrà più ascoltare il dolce suono dell'orologio. Compatito, Marcello regala l'orologio a Pinocchio. |                   |                 |
| 37 | Il vagabondo Romeo 「ロメオという少年」 - Romeo to iu shōnen | 25 gennaio 1977   | -               |
| 37 | Sulla strada per trovare Geppetto, Pinocchio e Gina incontrano un ragazzo con in spalla un grande zaino. Il ragazzo si presenta come Lucignolo e rivela di essere un ragazzaccio, tanto più che il fuoco della colazione lo fa bruciando i libri. Pinocchio, per fare bella figura, gli dice che lui è un ragazzo modello e che mai e poi mai imiterebbe il suo esempio, ma così dicendo, il suo naso si allunga. Fuggito dalla vergogna, Pinocchio, dopo vari contrattempi, incontra la Capretta, che gli dice che se vuole accorciare il suo naso deve chiederlo all'onnisciente rospo della foresta. Pinocchio arriva nella foresta e trova il rospo, che gli dice che deve liberarsi dell'orologio per far sì che il naso torni normale. Pinocchio, però, non riesce visto che il naso impedisce all'orologio di sfilarsi dal collo. Questo, però, si rivela un bene, visto che il rospo era Gatto travestito, il quale, avendo sentito assieme a Volpe tutto quello che aveva detto la Capretta, avevano cercato di rubargli l'orologio, ma vengono scacciati a nasate dalla marionetta. Pinocchio incontra il vero Rospo in un pozzo, che gli dice che per sistemare il suo naso deve dire tutta la verità a Lucignolo. Inoltre, il Rospo lo supplica che, una volta sistemato il naso, non dovrà seguire per nessuna ragione Lucignolo. Pinocchio ritrova il giovane vagabondo svogliato e gli rivela la verità, ammirando la sua onestà, Lucignolo gli consente di fargli compagnia nel suo viaggio. |                   |                 |
| 38 | Venite nel paese dei balocchi 「おもちゃの国へ行く馬車」 - Imocha no kuni e iku basha | 1º febbraio 1977  | -               |
| 38 | Pinocchio chiede a Lucignolo dove sia diretto. Questi gli risponde che è diretto al Paese dei Balocchi, un posto dove non c'è scuola, o maestri o regole. Pinocchio è quasi affascinato dai racconti di Lucignolo, ma sa che un posto del genere non esiste. Lucignolo prova a dimostrargli la verità, mostrandogli un calendario (da lui fatto) del Paese dei Balocchi e un biglietto per la carovana. Pinocchio insiste, su esperienza personale, che un simile posto può essere creato solo con la magia, come la Città di Cretinetti creata dalla Fata. Per dimostrargli il vero, Lucignolo lo accompagna dalla vecchia Madama Gufo, la quale risponde a Pinocchio che il Paese dei Balocchi esiste solo per chi ci crede per davvero. Lucignolo, aspettando fuori, incontra il Gatto e la Volpe che, avendo avuto l'idea di rivendere il biglietto del Paese dei Balocchi, glielo rubano. Di notte, Lucignolo e Pinocchio vedono la carrozza del Paese dei Balocchi, trainata da tristi somarelli, passare accanto a loro. Il postiglione Omino di Burro fa salire volentieri Lucignolo, in quanto il biglietto è facoltativo. Pinocchio, all'inizio un po' riluttante, decide di andare al Paese dei Balocchi, ignorando i consigli di Gina. Tutti si dirigono felicemente al Paese dei Balocchi, compresi il Gatto e la Volpe. |                   |                 |
| 39 | Le montagne russe ed il carosello 「素晴しいおもちゃの国」 - Subarashii Omocha no kuni | 8 febbraio 1977   | -               |
| 39 | Arrivati al Paese dei Balocchi, Lucignolo e Pinocchio scoprono di essere stati inseguiti dal Gatto e la Volpe, ma questi decidono di fare la pace per davvero con la marionetta e si godono anche loro la bellezza del Paese dei Balocchi. Gina è l'unica irrequieta del gruppo, perché Pinocchio ha appena mandato a monte diversi buoni propositi. Passano mesi e mesi, e Lucignolo, Pinocchio, Gatto e Volpe si divertono su tutte le attrazioni del Paese dei Balocchi dalla mattina alla sera. |                   |                 |
| 40 | Spavento all'alba 「ロバになったピコリーノ」 - Roba ni natta Piccolino | 15 febbraio 1977  | -               |
| 40 | Gina, vagando per il Paese dei Balocchi, arriva alla casa dell'Omino di Burro, dove sente tintinnare dall'altra parte. Dopo averne parlato con Gatto, i due entrano nella casa, Gatto si mette a cercare le monete dell'Omino di Burro ma non le trova. Poco dopo l'Omino di Burro torna e scopre Gatto che scappa dalla finestra. Poi Gina scopre che l'Omino di Burro ha un vaso pieno zeppo di monete, ma come fa a guadagnare così tanto in un parco giochi dove tutto è gratis? Preoccupata, Gina va alla ricerca di Pinocchio, ma non riesce a trovarlo nell'immensa folla di bambini. Quella notte, Pinocchio, stanco e morto, si addormenta nel letto della casa dell'Omino di Burro, uscito ad andare a prendere altri ragazzi in carrozza. Il giorno dopo, specchiandosi in una bacinella piena d'acqua, Pinocchio vede con orrore che gli sono spuntate due orecchie d'asino! La marmotta domestica dell'Omino di Burro gli dice che nel Paese dei Balocchi circola una misteriosa malattia, l'Asinite Acuta, che trasforma tutti i bighelloni in asini. Subito dopo, Pinocchio si mette a ragliare, gli spunta la coda, le sue braccia e le sue gambe diventano zoccoli e infine diventa un somaro completo. L'Omino di Burro lo prende e lo trascina assieme a Gatto e Volpe, anche loro divenuti asini, al mercato. Pinocchio si dispera: gli erano state date troppe seconde occasioni, ma adesso, non ci sarebbero state più seconde occasioni. Era la fine delle sue avventure. |                   |                 |
| 41 | Venduto al circo 「サーカス一座の仲間達」 - Sākasū ichiza no nakamatachi | 22 febbraio 1977  | -               |
| 41 | Gatto, Volpe e Pinocchio vengono venduti al direttore di un circo per i loro buffi accessori umani. Il primo giorno, i tre vengono fatti nutrire e accudire. Nella loro stalla, i tre conoscono il loro vicino: l'attrazione principale del circo, il fiero e orgoglioso Leone Rosario. Nonostante i tre dicano che non sono asini, Rosario ride alle loro storielle. Abituatisi alla biada, i tre asini vengono fatti addestrare affinché possano ravvivare il circo con le loro acrobazie, in quanto il trucco di Rosario di mangiare la carne con le posate non è più così bello con un tempo, per il pubblico. Nonostante le loro preoccupazioni, Volpe, Gatto e Pinocchio fanno un figurone sia alle prove che allo spettacolo, iniziando ad amare la vita del circo: vitto e alloggio in cambio di alcune piroette. Gina, intanto, uscita dal Paese dei Balocchi, incontra la Colomba che gli dice di cercare Pinocchio al circo. |                   |                 |
| 42 | Tre asini e la grande attrazione 「ジーナの宝物」 - Gina no takaramono | 1º marzo 1977     | -               |
| 42 | Gina, credendo che Pinocchio sia diventato di nuovo un'attrazione del circo come era stato per Mangiafuoco, si dirige al circo per cercare l'amico. Pinocchio, intanto, nonostante il gran successo, si stufa della vita da asino e cerca di scappare, trovando Gina e cercando di convincerla che lui è Pinocchio, ma la paperella non ci crede. Pinocchio viene riacciuffato dai circensi, che lo legano fuori per punizione. Gina, allora prova a vedere se l'asino è davvero Pinocchio: il ciuco sembra effettivamente sapere delle loro avventure passate, ma Gina non è convinta, ma poi Pinocchio, stufo della sua testardaggine, le urla contro. Riconoscendo l'irascibile carattere dell'amico, Gina crede alla storia della trasformazione e cerca di chiedere a Gatto e Volpe un aiuto per poterlo liberare, ma questi, contenti della loro vita, non alzano un dito. Gina, quindi, parte alla ricerca della Fata per sapere come far ritornare Pinocchio normale. |                   |                 |
| 43 | Aiuto aiuto, al fuoco al fuoco 「ロバの曲芸」 - Roba no kyokugei | 8 marzo 1977      | -               |
| 43 | Gina incontra la Lumaca, e questa rivela di sapere il rimedio dell'Asinite Acuta: compiere una buona azione. Se Pinocchio compie una buona azione da asino, tornerà normale. Gina torna al circo. Dopo lo spettacolo, il direttore festeggia con una bella pipa, che però battendo le mani con la pipa in mano, un po' di cenere cade per terra vicino al tendone, che prende fuoco. Pinocchio avverte la compagnia, che inizia ad evacuare il tendone e a raccogliere l'acqua dal fiume vicino. Prima di scappare con Gatto e Volpe, Pinocchio e i due malandrini aiutano Rosario a scappare dalla gabbia in fiamme, poi, i tre cadono nel fiume, venendo trascinati dalla corrente. Il giorno dopo, Pinocchio e Gina si risvegliano sulla riva del fiume, da soli. In più, avendo aiutato Rosario a scappare, Pinocchio è guarito dall'Asinite Acuta ed è tornato come prima. |                   |                 |
| 44 | La vecchia Rosetta 「ロゼッタおばあさん」 - Rosetta obaa-san | 15 marzo 1977     | -               |
| 44 | Pinocchio e Gina, proseguendo il loro viaggio, trovano una borsa ai piedi di un albero. Pinocchio tenta di aprirla per vedere a chi possa appartenere, ma viene fermato da una vecchia in cima all'albero. Pinocchio la aiuta a scendere e si offre di portarle la borsa onde evitare che si affatichi, ma crede fermamente che una vecchia così agile non può che essere una maga o una strega. Le sue teorie sembrano essere confermate quando la signora, di nome Rosetta, gli cura il ginocchio scheggiato e sembra trasformarsi nel Gatto: in realtà, Gatto e Volpe, avendo aiutato Rosario a fuggire, erano tornati anche loro normali e, quando Rosetta era rimasta indietro, Pinocchio aveva creduto di trovarsi davanti ad un travestimento, non credendo che i due malandrini potessero essere tornati normali. Quella sera, i due furfanti cercano di sottrarre la pesante borsa, credendola piena di tesori, mentre Rosetta, assecondando la teoria di Pinocchio, cerca di "trasformarsi" nella Fata. Gatto e Volpe rubano la borsa e Pinocchio e Rosetta gli corrono dietro, costringendoli alla fuga, lasciando cadere la borsa, che si rivela piena di cibo e non di alambicchi come Rosetta aveva voluto far credere a Pinocchio. Offeso, Pinocchio decide di non aiutarla più, ma quando Gina gli dice che non lo aveva assecondato per non deluderlo, Pinocchio cambia idea e torna da lei a portarle la pesante borsa. |                   |                 |
| 45 | L'organetto rubato 「おばあさんの息子」 - Obaa-san no musuko | 29 marzo 1977     | -               |
| 45 | Pinocchio, Gina e Rosetta, che ora si fa portare in spalla da Pinocchio, dopo aver subito dolori alla schiena e al ginocchio, arrivano nella città dove abita Casimiro, il figlio della vecchia. Casimiro aveva scritto alla madre per dirle che non aveva più problemi di soldi, e che ora potevano permettersi di vivere assieme, grazie ai soldi guadagnati da un organetto a manovella. Tuttavia, Gatto e Volpe arrivano in città e rubano l'organetto per rivenderlo. Quando Casimiro spiega che i soldi e l'organetto gli sono stati rubati dai due furfanti, Pinocchio li insegue e riesce a recuperare la refurtiva, ma purtroppo, nella colluttazione, l'organetto si era guastato. Gatto e Volpe, che volevano riprendersi i soldi, bussano alla porta di Casimiro per chiedergli scusa e gli dicono che lo aiuteranno con il suo lavoro. Pinocchio ha un'idea e il giorno dopo, l'organetto torna a suonare, ma non perché è riparato, ma perché adesso, il carillon interno, è sostituito dal Gatto e la Volpe, armati di strumenti musicali. Dopo l'estenuante giornata, i due cercano di rubare i soldi, ma vengono cacciati via da Pinocchio e Rosetta. Pinocchio decide di riprendere il viaggio e Rosetta gli regala i soldi che hanno guadagnato quella giornata e un cappellino nuovo. |                   |                 |
| 46 | Un gorilla e due furfanti 「ゴリラのおうち」 - Gorira no o'uchi | 12 aprile 1977    | -               |
| 46 | Pinocchio fa molta strada con i soldi di Rosetta e Casimiro, e, con i pochi rimasti, cerca di comprarsi due porzioni di piselli, ma il ristorante dove Pinocchio arriva rivela di essere stato derubato e che possono permettersi solo una misera porzione di piselli. Pinocchio e Gina accettano e poi scoprono che altri cittadini sono stati derubati e incolpano tutti un gorilla scappato dallo zoo, che si mise a rubare tutto dalle case degli abitanti. Pinocchio incontra il Gorilla e dopo una corsa disperata, quando i cittadini finiscono di dargli la caccia, rivela alla marionetta che era l'animale domestico di una super-premurosa donna, da cui scappò. Quando scappò prese solo una mela che aveva trovato a terra e gli dice che i ladri sono degli altri. Quella stessa notte, infatti, Pinocchio vede i veri ladri: i Fantasmi incontrati nella foresta e all'Isola delle Api Laboriose. Pinocchio cerca sia di convincere i cittadini a non incolpare il Gorilla, sia di farsi aiutare da questi nell'acciuffare i ladri, ma i cittadini non gli credono e il Gorilla è troppo spaventato per dare la caccia ai fantasmi mentre tutti gli danno la caccia. La notte successiva, Pinocchio coglie i due malandrini sul fatto e sveglia la popolazione dicendo di aver beccato i ladri, che scappano a zampe levate. Il Gorilla viene lasciato in pace nel bosco dove si gode la bella libertà selvaggia. |                   |                 |
| 47 | La grotta misteriosa 「秘密のほら穴」 - Himitsu no hora'ana | 19 aprile 1977    | -               |
| 47 | Gatto e Volpe vedono degli uomini nascondere qualcosa in una caverna nascosta e chiusa da un portone. Inizialmente credono si tratti di una dispensa, ma poi arrivano alla conclusione che si tratti di una tesoreria. I due riescono a liberare l'entrata dai massi, ma non riescono ad aprire il portone o a scavarci sotto e decidono di ingannare Pinocchio, affinché faccia il loro lavoro. Pinocchio si rifiuta di ascoltarli, ma i due gli dicono che nella caverna avevano visto Geppetto. Pinocchio continua a non crederli, ma poi inizia a vedere Geppetto per tutto il bosco fino alla caverna. In realtà, Gatto si era vestito da Geppetto, appoggiando la giustificazione sua e del suo compare, convincendo Pinocchio a forzare la porta della caverna, che viene fatta bruciare. I tre entrano nella caverna, ma dentro non ci sono né Geppetto né un tesoro: solo botti di vino. I due furfanti controllano il loro contenuto, finendo con l'ubriacarsi e rivelando il loro travestimento di Geppetto. Pinocchio inizia a prenderli a botte, ma i cittadini, arrivati vedendo il fumo venire dalla loro cantina e tutto il vino buttato a terra, legano gli intrusi e li trascinano al loro villaggio. |                   |                 |
| 48 | Gli spaccalegna e lo scoiattolo 「リスの親子」 - Risu no oyako | 26 aprile 1977    | -               |
| 48 | I cittadini puniscono i tre intrusi nella loro cantina cittadina: Gatto e Volpe dovranno acciuffare le 100 talpe e i 100 topi dei loro campi e Pinocchio dovrà spaccare dieci alberi nella foresta, in modo da creare un sentiero. A Pinocchio viene insegnato come usare l'ascia e, dopo aver abbattuto tre alberi, Pinocchio scopre che nel quarto c'è una famiglia di scoiattoli. Non sentendosela di buttarli via di casa, Pinocchio dice che dei serpenti velenosi si trovano sotto l'albero e il taglialegna di guardia gli permette di passare agli altri alberi. Gatto e Volpe, intanto, nonostante si scambiano i compiti, falliscono e i cittadini li mandano a far compagnia a Pinocchio. Gina, poi, avverte Pinocchio che il quarto albero verrà bruciato per uccidere i "serpenti". Mentre Pinocchio lascia con una scusa Gatto e Volpe al lavoro, Pinocchio avverte gli scoiattoli e li trasporta dalla sorella della mamma scoiattolo, dove saranno al sicuro. Gli scoiattoli, quindi, dicono a Pinocchio che non deve per forza fare il lavoro impostogli, se i veri colpevoli sono il Gatto e la Volpe, e gli indicano una strada d'uscita. I due manigoldi, intanto, scoprono ciò che voleva fare Pinocchio e si arrampicano nell'albero. È quando i cittadini accendono il fuoco che si rendono conto del problema che hanno creato. |                   |                 |
| 49 | Il viaggio attraverso il mulinello 「おじいさんにあいたい」 - Ojii-san ni aitai | 3 maggio 1977     | -               |
| 49 | Rocco ritrova Pinocchio e Gina e dice a loro di aver sentito che Geppetto era ad una vicina città portuale. I tre corrono a vedere, ma scoprono che si trattava solo di un fisarmonicista con una gatta. La gatta però, dice di conoscere Giulietta, indicandogli la casa di un pescatore. Questi rivela di aver ospitato fino a ieri Geppetto, che si era poi diretto all'isola vicina. Pinocchio, così vicino al padre, chiede di essere portato all'isola, ma il pescatore risponde che oggi non si può, dato che un mulinello enorme separa il porto dall'isola, e gli offre di portarlo l'indomani. Preoccupato che Geppetto si allontani in quel periodo di tempo, Pinocchio si mette a costruire una barca nella notte, mentre i due pennuti si riposano. Gatto e Volpe arrivano e vedono Pinocchio lavorare ad una zattera, arrivando alla conclusione che Pinocchio vuole arrivare all'"Isola del Tesoro" e si mettono a costruire anche loro una barca per precederlo. All'alba, Pinocchio, Rocco e Gina partono alla volta dell'isola, inseguiti da Gatto e Volpe, ma, superato il morente mulinello, scoppia una tempesta, e il Gatto e la Volpe vengono inghiottiti dalle onde. Sperduti alla deriva, senza alcuna costa all'orizzonte, Pinocchio, Gina e Rocco si disperano. Peggio di così, però, non può certo andare: ma proprio quando smette di piovere, sotto di loro, emerge un gigantesco capodoglio che distrugge la barca. Rocco si mette in salvo volando e Pinocchio e Gina si mettono a nuotare velocemente per scampare dalla bocca dell'affamato cetaceo. |                   |                 |
| 50 | Nella pancia della balena 「クジラのおなか」 - Kujira no onaka | 17 maggio 1977    | -               |
| 50 | Pinocchio e Gina, nonostante i loro sforzi, vengono inghiottiti dalla Balena, che Rocco si mette a seguire. All'interno del pescione, Pinocchio e Gina incontrano un Tonno che è vissuto tutta la sua vita nella pancia del capodoglio, convincendosi di essere vissuto negli unici quattro mari esistenti. Pinocchio cerca di convincerlo che il mare è tutta un'altra cosa, ma il Tonno non gli crede. Pinocchio, quindi, tenta di portarlo su per la gola con lui, per mostrargli il vero, ma la Balena inghiotte un sacco d'acqua, facendoli tornare al punto di partenza. Quando Tonno chiede a che razza di pesce appartenga Pinocchio, Pinocchio gli dice di non essere un pesce, come le sue gambe dimostrano. Tonno, quindi, rivela di aver visto un'altra creatura simile due giorni fa, che si era rifugiata nelle profondità dell'area del quarto mare. Curioso, Pinocchio e Gina arrivano al quarto stomaco, e lì incontrano Geppetto e Giulietta. Dopo molto tempo, padre e figlio si riabbracciano. |                   |                 |
| 51 | Ritrovarsi con Geppetto 「おうちに帰ろうよ」 - O'uchi ni kaerō yo | 24 maggio 1977    | -               |
| 51 | Avendo ritrovato un po' di speranza, Geppetto decide con Pinocchio di fuggire dalla Balena. I quattro, accompagnati dal Tonno, che cerca di dare un'altra possibilità nel vedere il vero mare, arrivano al primo stomaco, davanti all'ingresso della gola. Con delle corde, il legno e un'ancora dei relitti inghiottiti dalla Balena, Geppetto crea una scaletta, con il quale aggrapparsi alla gola e raggiungere la bocca, mentre Tonno viene messo in un barile per non farlo soffocare in mancanza di acqua. Pinocchio riesce a gettare l'ancora nella gola e da lì riesce a raggiungere la lingua, ma questa si rivela troppo scivolosa e, non appena la Balena apre la bocca per inghiottire altra acqua, la corda si spezza e Pinocchio, Geppetto, Gina, Giulietta e il Tonno vengono buttati fin al quarto stomaco. Furioso, Pinocchio si mette a prendere a calci la balena, per poi gettare in aria barattoli di pepe che si aprono di botto, facendo starnutire tutti e la stessa Balena che sputa via tutti quanti. Giulietta e Geppetto si aggrappano a un relitto e vengono seguiti dall'alto da Rocco e Pinocchio e Gina finiscono in mare aperto, portati via dalla corrente creata dalle codate della Balena. Tonno raggiunge Pinocchio e Gina e li aiuta a cercare Geppetto e Giulietta, ma le loro ricerche vengono spesso fermate da Tonno che si mette a inseguire navi e pesci piccoli. Tonno, seguendo l'istinto, abbandona Pinocchio e Gina, che vengono tratti in salvo da Mamma Tartaruga, la stessa che li aveva aiutati a lasciare l'Isola delle Api Laboriose e rivela di aver aiutato Geppetto, Rocco e Giulietta ad aver raggiunto la terraferma. Pinocchio e Gina raggiungono la spiaggia e si ricongiungono agli altri che, felicemente, fanno ritorno a casa. |                   |                 |
| 52 | Finalmente a casa 「いつまでもいつまでも」 - Itsumademo itsumademo | 31 maggio 1977    | -               |
| 52 | Geppetto, felice di essere tornato a casa, nota con vero piacere che Pinocchio è diventato diligente, intelligente, studioso e laborioso. Gatto e Volpe, scampati alla tempesta, scoprono che Pinocchio è tornato a casa con Geppetto e, come se non bastasse, la loro vittima preferita non solo non ascolta i loro imbrogli, ma li ignora completamente. Volpe tenta un ultimo imbroglio e dice a Pinocchio che un lavandaio di nome Giovanni sta cercando personale: in questo modo, con la paga, Volpe si è permessa di comprare delle scarpe per suo padre. Ricordandosi di come Geppetto si era venduto la giacca per l'abbecedario, Pinocchio decide di lavorare per il lavandaio e va in città senza avvertire Geppetto. Gina, però, lo segue e scopre che Gatto e Volpe volevano far assumere Pinocchio al lavandaio per ottenere l'anticipo della sua paga annuale. Gina racconta tutto a Pinocchio che si mette ad inseguire i due furfanti, lasciando il ferro da stiro caldo su un panno. Scacciati i due, Pinocchio viene sgridato dal lavandaio, che gli dice che il suo essere una marionetta è la causa del disastro. Colpito da queste parole, Pinocchio torna a casa triste: essere una marionetta gli ha in effetti causato troppi guai che a un bambino normale non sarebbero mai successi. Mentre Pinocchio dorme su questo pensiero, Gina sente nella notte il suono della carrozza della Fata, ma poi torna a dormire. Il giorno dopo, Pinocchio si sveglia e nota che i suoi piedi non sono di legno e hanno le dita, il suo naso non è più lungo e i suoi capelli non sono incollati, ma impiantati nella testa. Spaventato, chiede a Geppetto come può essere successo. Dagli alberi, la voce della Fata risponde che questo è il suo premio per essersi comportato bene, anche nei momenti difficili da quando lo aveva lasciato alla Torre-albero: adesso è diventato un ragazzo normale. Felice di essere diventato un bambino vero, Pinocchio si mette a ballare in giardino con Gina, sotto lo sguardo felice di Geppetto. |                   |                 |